# Ernest J. Gaines
Ernest James Gaines (Pointe Coupee Parish, Luisiana, 15 de janeiro de 1933 – 5 de novembro de 2019) foi um escritor norte-americano cujas obras foram ensinadas em salas de aula de faculdades e traduzidas em muitas línguas, incluindo francês, espanhol, alemão, russo e Chinês. Quatro das suas obras têm sido convertidas em filmes de televisão.
O seu romance de 1993, Uma Lição Antes de Morrer, ganhou o National Book Critics Circle Award de ficção. Gaines foi bolseiro da Fundação MacArthur, premiado com a Medalha Nacional de Humanidades, e entrou na Ordre des Arts et des Lettres (Ordem das Artes e Letras) como Cavaleiro.

## Biografia
Gaines esteve entre a quinta geração da sua família arrendatára a nascer numa plantação em Pointe Coupee Parish, Luisiana. Este tornou-se o cenário e premissa para muitos dos seus trabalhos posteriores. Ele era o mais velho de 12 crianças, tendo sido criado pela sua tia, que era aleijada e tinha de rastejar para circular pela casa. Apesar de ter nascido gerações após o fim da escravidão, Gaines cresceu pobre, vivendo numa antiga senzala em uma plantação.
Os primeiros anos de escola de Gaines tiveram lugar na plantação da igreja. Quando as crianças não estavam na colheita de algodão nos campos, uma professora visitante vinha, entre cinco e seis meses por ano, para garantir a educação básica. Gaines posteriormente passou três anos na Escola St. Augustine, uma escola Católica para negros em New Roads, Luisiana. A escolaridade para as crianças negras não continuava para além do oitavo ano durante este tempo na Paróquia de Pointe Coupee.
Quando tinha 15 anos de idade, Gaines mudou-se para Vallejo, Califórnia, para juntar-se à sua mãe e padrasto, que havia deixado o Luisiana durante a II Guerra Mundial. O seu primeiro romance foi escrito aos 17 anos de idade, enquanto tomava conta do seu irmão mais novo, Michael. De acordo com um relato, ele embrulhou o romance em papel pardo, amarrou-o com barbante e enviou-o para um editor de Nova Iorque, que o rejeitou. Gaines queimou o manuscrito, mas, mais tarde, reescreveu-o, tornando-se o seu primeiro romance publicado, Catherine Carmier.
Em 1956, Gaines publicou o seu primeiro conto, As Tartarugas, numa revista da faculdade da San Francisco State University (SFSU). No ano seguinte, formou-se em literatura na SFSU. Depois de passar dois anos no Exército, ele ganhou uma bolsa de escrita na Universidade de Stanford.
Em 1996, Gaines passou um semestre completo como professor visitante na Universidade de Rennes, na França, onde leccionou o primeiro curso de escrita criativa alguma vez oferecido no sistema universitário francês.
Desde novembro de 2013 até a sua morte, Gaines vivia em Luisiana Highway 1 em Oscar, Luisiana, onde ele e sua esposa construíram uma casa em parte da antiga fazenda onde ele cresceu. Ele mudou a igreja onde cresceu para a sua propriedade.
Gaines morreu de causas naturais em sua casa no dia 5 de novembro de 2019.

## Prémios
- Medalha nacional de Artes (2013)
- Sidney Lanier Prêmio para o Sul da Literatura (2012)
- Academia de Conquista Prêmio Golden Plate (2001)
- Cavaleiro (Knight) da Ordem de Arte e Letras (França) (2000)
- Academia americana de Artes e Letras Departamento de negros (2000)
- O Governador do Prêmio Artes (2000)
- A Louisiana, O Escritor Prêmio (2000)
- Nacional Humanidades Medalha (2000)
- National Book Critics Circle Award de Ficção (de 1993)
- John D. e Catherine T. MacArthur Foundation colegas (1993)
- Dos Passos Prêmio (1993)
- Solomon R. Guggenheim Foundation companheiro (1971)
- Fundo nacional para as Artes grant (1967)
- Wallace Stegner companheiro (1957)

## Prémio de Excelência Literária Ernest J. Gaines
Foi criado um prémio literário por doadores da Fundação da Área de Baton Rouge, em 2007, para honrar o legado de Gaines e incentivar o aumento de escritores negros de ficção. O vencedor é seleccionado por um painel de cinco jurados, que são bem conhecidos no mundo literário. O vencedor recebe um prémio no valor de US$ 10 000, e uma escultura comemorativa criada pelo artista do Luisiana Robert Moreland.